# NBA Sportsmanship Award
De NBA Sportsmanship Award is een jaarlijkse sportprijs in de National Basketball Association die wordt uitgereikt aan de speler die uitblinkt in de idealen van sportiviteit op het veld met ethisch gedrag, eerlijk spel en integriteit. De prijs staat op gelijke voet met de Kim Perrot Sportsmanship Award uit de Women's National Basketball Association.

## Opzet
Elk jaar selecteren alle ploegen uit de NBA een van hun spelers die zij denken de prijs verdient. Per divisie wordt er een speler geselecteerd door een panel. Aan het eind van het seizoen wint de speler die de meeste punten kreeg. Spelers kunnen op meerdere kandidaten stemmen waarbij een eerste plaats stem meer punten opleveren. De winnaar krijgt ook de Joe Dumars trofee die genoemd is naar de speler die de prijs voor de eerste keer kreeg.

## Erelijst
| Jaar    | Winnaar          | Positie | Ploeg                  |
| ------- | ---------------- | ------- | ---------------------- |
| 1995/96 | Joe Dumars       | Guard   | Detroit Pistons        |
| 1996/97 | Terrell Brandon  | Guard   | Cleveland Cavaliers    |
| 1997/98 | Avery Johnson    | Guard   | San Antonio Spurs      |
| 1998/99 | Hersey Hawkins   | Guard   | Seattle SuperSonics    |
| 1999/00 | Eric Snow        | Guard   | Philadelphia 76ers     |
| 2000/01 | David Robinson   | Center  | San Antonio Spurs      |
| 2001/02 | Steve Smith      | Guard   | San Antonio Spurs      |
| 2002/03 | Ray Allen        | Guard   | Seattle SuperSonics    |
| 2003/04 | P. J. Brown      | Center  | New Orleans Hornets    |
| 2004/05 | Grant Hill       | Forward | Orlando Magic          |
| 2005/06 | Elton Brand      | Forward | Los Angeles Clippers   |
| 2006/07 | Luol Deng        | Forward | Chicago Bulls          |
| 2007/08 | Grant Hill       | Forward | Phoenix Suns           |
| 2008/09 | Chauncey Billups | Guard   | Denver Nuggets         |
| 2009/10 | Grant Hill       | Forward | Phoenix Suns           |
| 2010/11 | Stephen Curry    | Guard   | Golden State Warriors  |
| 2011/12 | Jason Kidd       | Guard   | Dallas Mavericks       |
| 2012/13 | Jason Kidd       | Guard   | New York Knicks        |
| 2013/14 | Mike Conley Jr.  | Guard   | Memphis Grizzlies      |
| 2014/15 | Kyle Korver      | Guard   | Atlanta Hawks          |
| 2015/16 | Mike Conley Jr.  | Guard   | Memphis Grizzlies      |
| 2016/17 | Kemba Walker     | Guard   | Charlotte Hornets      |
| 2017/18 | Kemba Walker     | Guard   | Charlotte Hornets      |
| 2018/19 | Mike Conley Jr.  | Guard   | Memphis Grizzlies      |
| 2019/20 | Vince Carter     | Forward | Atlanta Hawks          |
| 2020/21 | Jrue Holiday     | Guard   | Milwaukee Bucks        |
| 2021/22 | Patty Mills      | Guard   | Brooklyn Nets          |
| 2022/23 | Mike Conley Jr.  | Guard   | Minnesota Timberwolves |
| 2023/24 | Tyrese Maxey     | Guard   | Philadelphia 76ers     |
| 2024/25 | Jrue Holiday     | Guard   | Boston Celtics         |

## Meervoudige winnaars
| Aantal | Speler          | Club                                              | Jaar                   |
| ------ | --------------- | ------------------------------------------------- | ---------------------- |
| 4      | Mike Conley Jr. | Memphis Grizzlies (3), Minnesota Timberwolves (1) | 2014, 2016, 2019, 2023 |
| 3      | Grant Hill      | Orlando Magic (1), Phoenix Suns (2)               | 2005, 2008, 2010       |
| 2      | Jason Kidd      | Dallas Mavericks (1), New York Knicks (1)         | 2012, 2013             |
| 2      | Kemba Walker    | Charlotte Hornets                                 | 2017, 2018             |

## Winnaars per club
| Aantal | Club                   | Jaar             |
| ------ | ---------------------- | ---------------- |
| 3      | San Antonio Spurs      | 1998, 2001, 2002 |
| 3      | Memphis Grizzlies      | 2014, 2016, 2019 |
| 2      | Seattle SuperSonics    | 1999, 2003       |
| 2      | Phoenix Suns           | 2008, 2010       |
| 2      | Charlotte Hornets      | 2017, 2018       |
| 2      | Atlanta Hawks          | 2015, 2020       |
| 2      | Philadelphia 76ers     | 2000, 2024       |
| 1      | Detroit Pistons        | 1996             |
| 1      | Cleveland Cavaliers    | 1997             |
| 1      | New Orleans Hornets    | 2004             |
| 1      | Orlando Magic          | 2005             |
| 1      | Los Angeles Clippers   | 2006             |
| 1      | Chicago Bulls          | 2007             |
| 1      | Denver Nuggets         | 2009             |
| 1      | Golden State Warriors  | 2011             |
| 1      | Dallas Mavericks       | 2012             |
| 1      | New York Knicks        | 2013             |
| 1      | Milwaukee Bucks        | 2021             |
| 1      | Brooklyn Nets          | 2022             |
| 1      | Minnesota Timberwolves | 2024             |
| 1      | Boston Celtics         | 2025             |